# Archäologisches Museum Adana

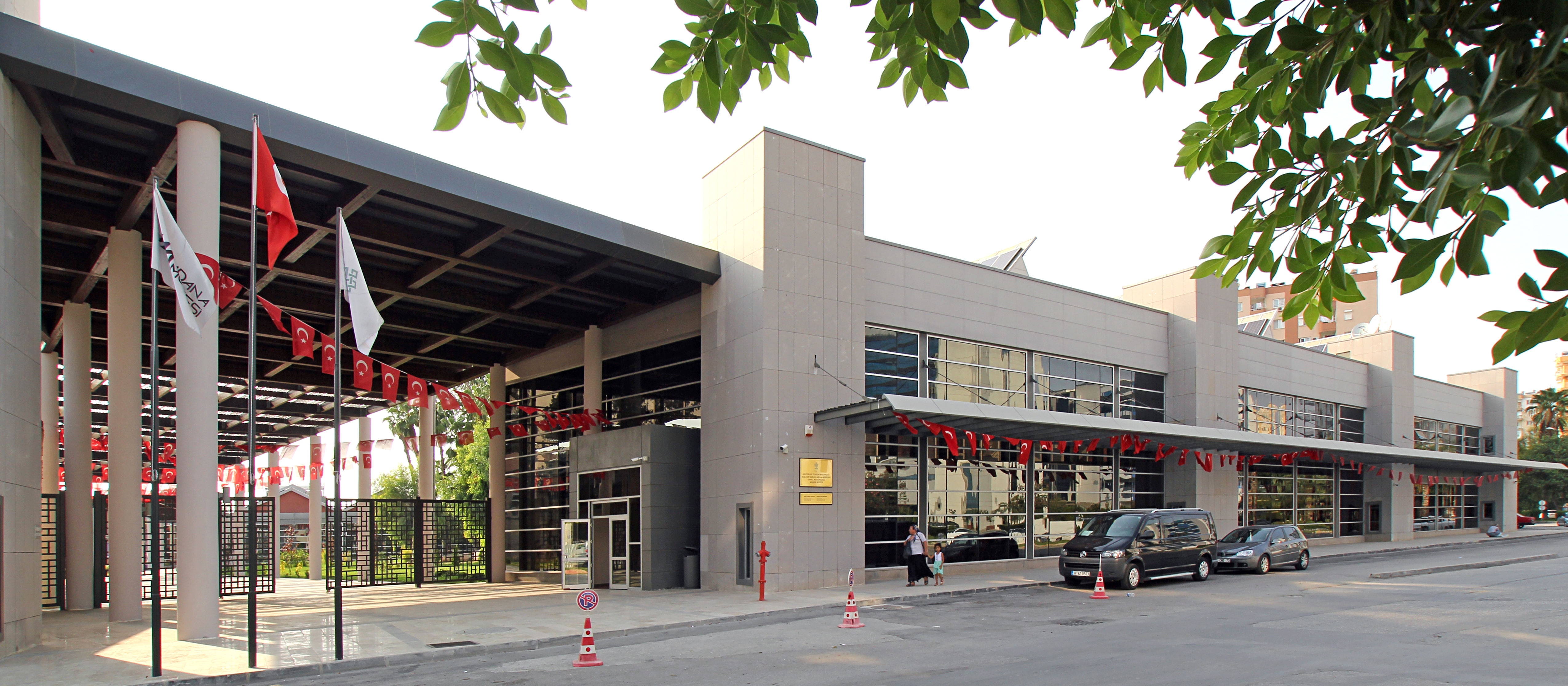
Neues Museum seit 2017

Das Archäologische Museum Adana (türkisch Adana Arkeoloji Müzesi) befand sich bis 2016 am Turhan Cemal Beriker Bulvarı Ecke Fuzuli Caddesi in Adana, neben der Sabancı-Zentralmoschee, in der gleichnamigen südtürkischen Provinz. Es ist eines der älteren archäologischen Museen der Türkei und beherbergt daher Stücke, die nicht nur aus der näheren Umgebung, also der Çukurova, sondern auch beispielsweise aus Tarsos und Diokaisareia in der Provinz Mersin stammen. Seit 2017 werden die Sammlungen in einem neuen Gebäude im Ortsteil Reşatbey in der 60064 Sokak No:10 präsentiert.

## Geschichte
Die erste Sammlung, bestehend aus Säulen, Kapitellen und Sarkophagen wurde 1924 unter dem Museumsdirektor Alyanakzade Halil Kamil Bey auf dem Gelände der Polizeibehörde zusammengestellt. 1928 wurden die Exponate in die Medrese der nicht mehr existierenden Cafer-Pascha-Moschee nahe der Taşköprü-Brücke umgelagert und der Öffentlichkeit zugänglich gemacht. Im Jahr 1950 wurde die Sammlung wiederum verlagert in die ehemalige griechisch-orthodoxe Kirche am Zıyapaşa Bulvarı im Stadtteil Kuruköprü, die später das Ethnografische Museum beheimatete. Der damalige Direktor Ali Rıza Yalman legte eine umfangreiche Sammlung ethnografischen Materials an, sodass die Räumlichkeiten bald den Anforderungen nicht mehr genügten. Daraufhin wurde ein neues Gebäude errichtet und am 7. Januar 1972 eröffnet. Nachdem auch dort die Räumlichkeiten nicht mehr ausreichten, wurde am 18. Mai 2017 das heutige Ausstellungsgebäude in der Reşatbey Mahallesi eröffnet.

## Sammlung
Das Museum hat acht Räume für Exponate aus verschiedenen Perioden. In Raum A1 werden Stücke von der Vorgeschichte bis zur Bronzezeit präsentiert, in Raum A2 der Eisenzeit. Dazu gehören unter anderem die Statue von Çineköy und mehrere späthethitische Stelen. Raum A3 ist der klassischen und hellenistischen Zeit gewidmet, die Räume A4 bis A6 mit zahlreichen Statuen und Büsten der römischen Epoche. Im Raum A7 sind Stücke aus byzantinischer bis islamischer Zeit ausgestellt. Die Funde stammen zum großen Teil aus früheren Grabungen des Museums in den Hügelgräbern von Gözlükule bei Tarsus (1934), auf dem Yumuktepe bei Mersin (1936), auf dem Sirkeli Höyük nahe Ceyhan (1938) und in Misis (1958). Der den anderen vorgelagerte Raum A0 ist Sarkophagen und Grabstelen vorbehalten. Des Weiteren sind drei Säle für Ausgrabungsfunde sowie Münzen und Mosaike vorgesehen.
Insgesamt verfügt das Museum über mehr als 17.000 archäologische Exponate sowie 26.500 Münzen. Die späthethitische Fundstätte Karatepe-Arslantaş ist als Freilichtmuseum dem Museum angegliedert.

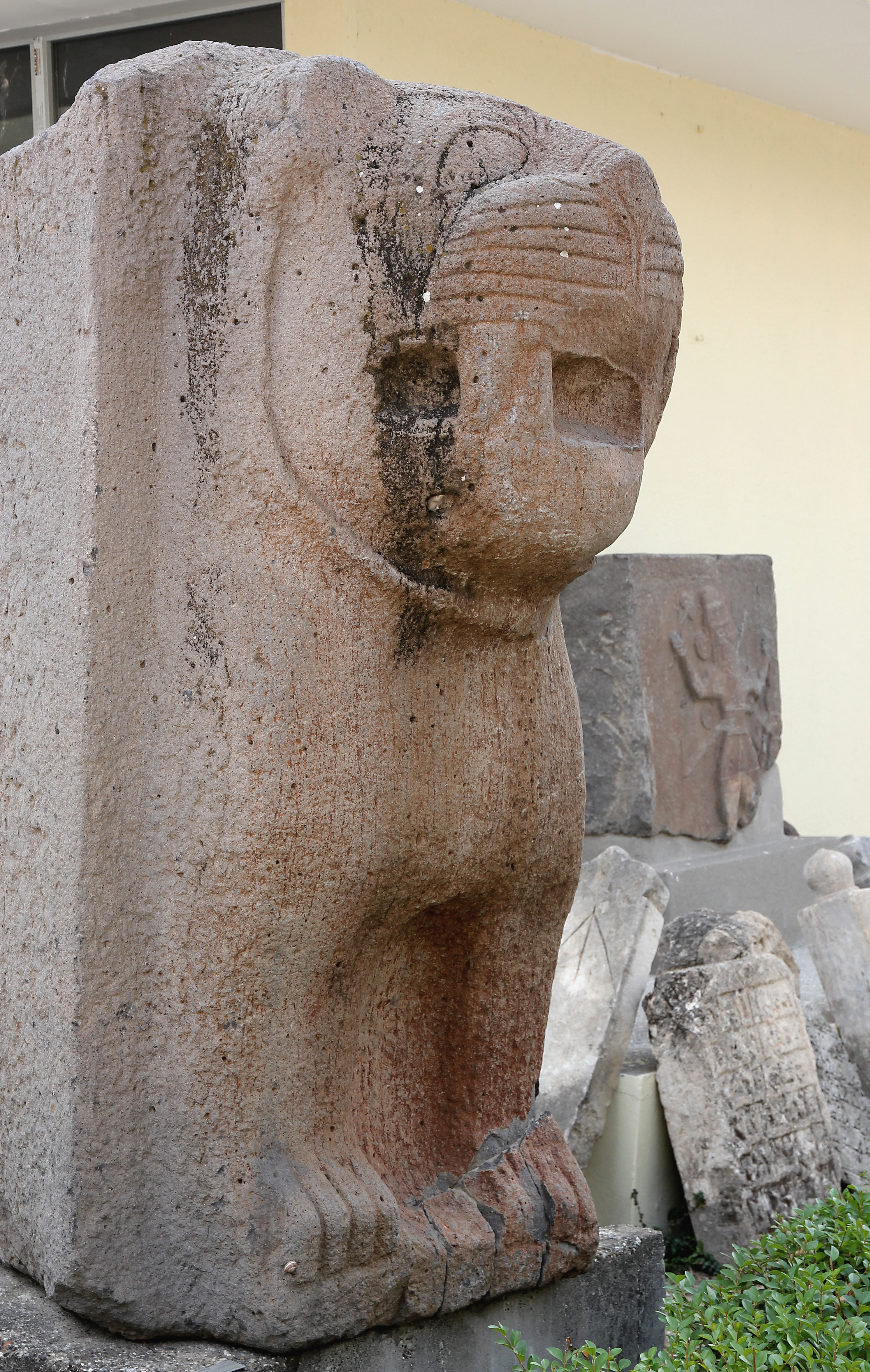
Hethitischer Torlöwe
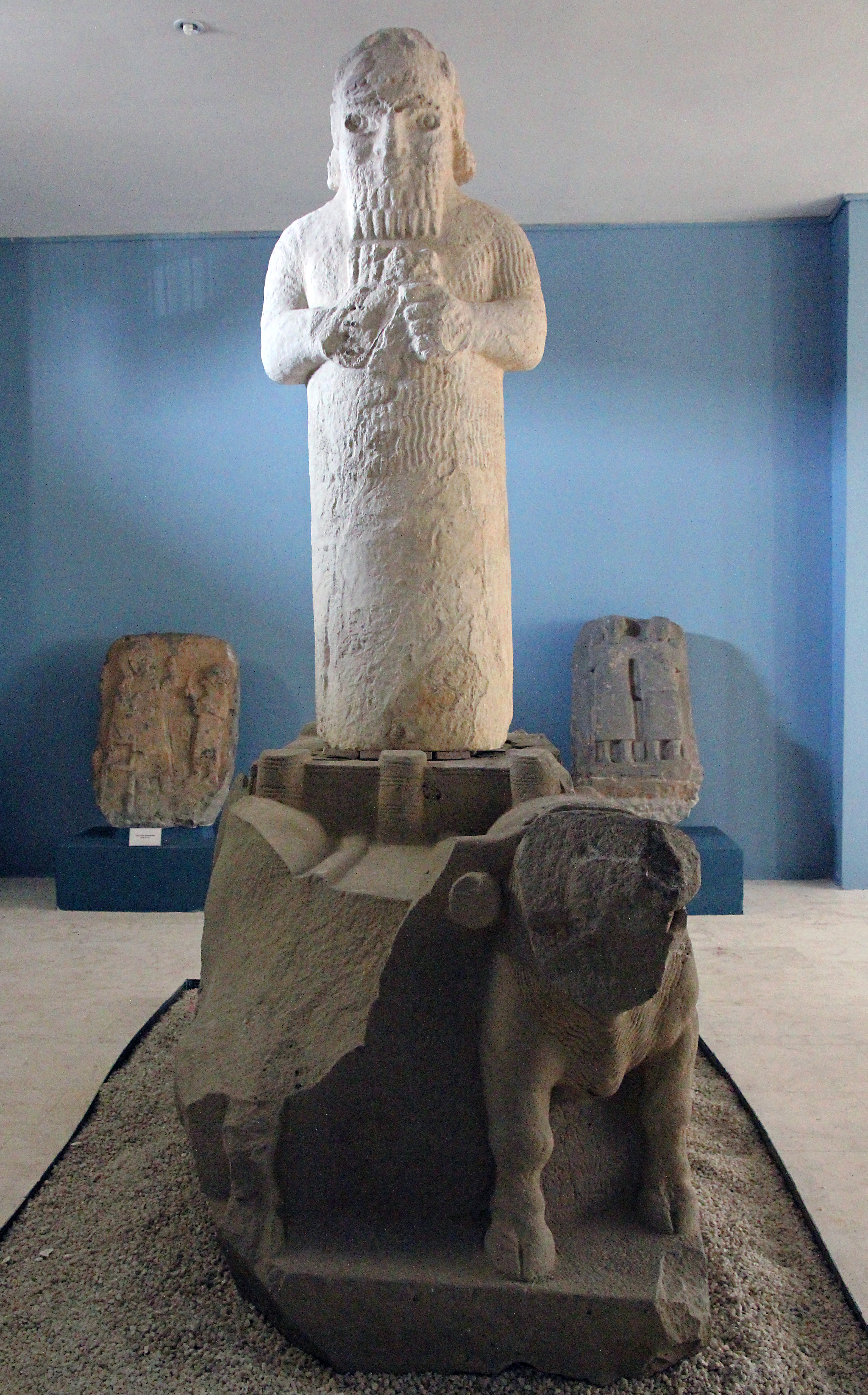
Statue von Çineköy
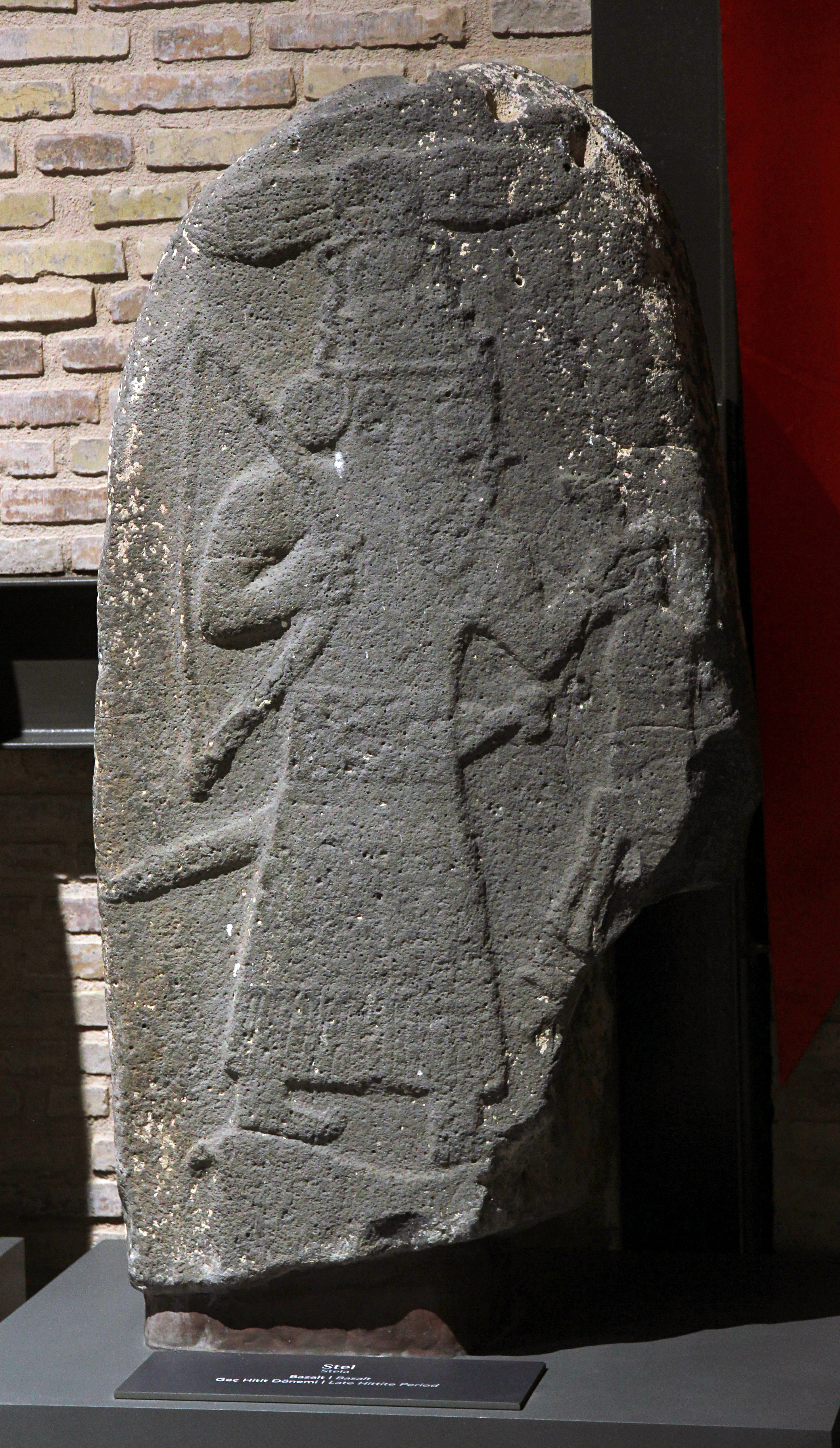
Stele von Hacıbebekli
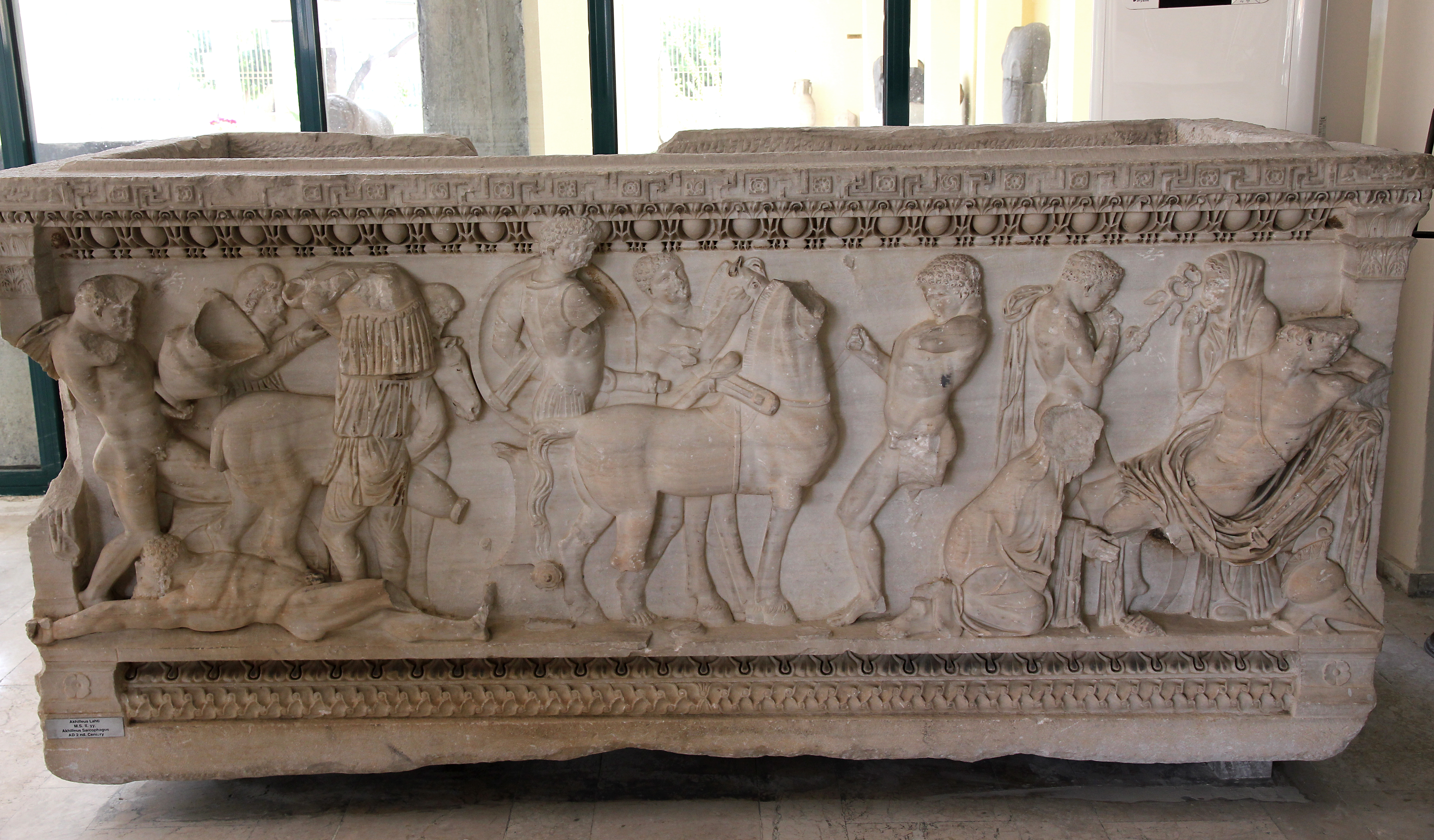
Achillessarkophag
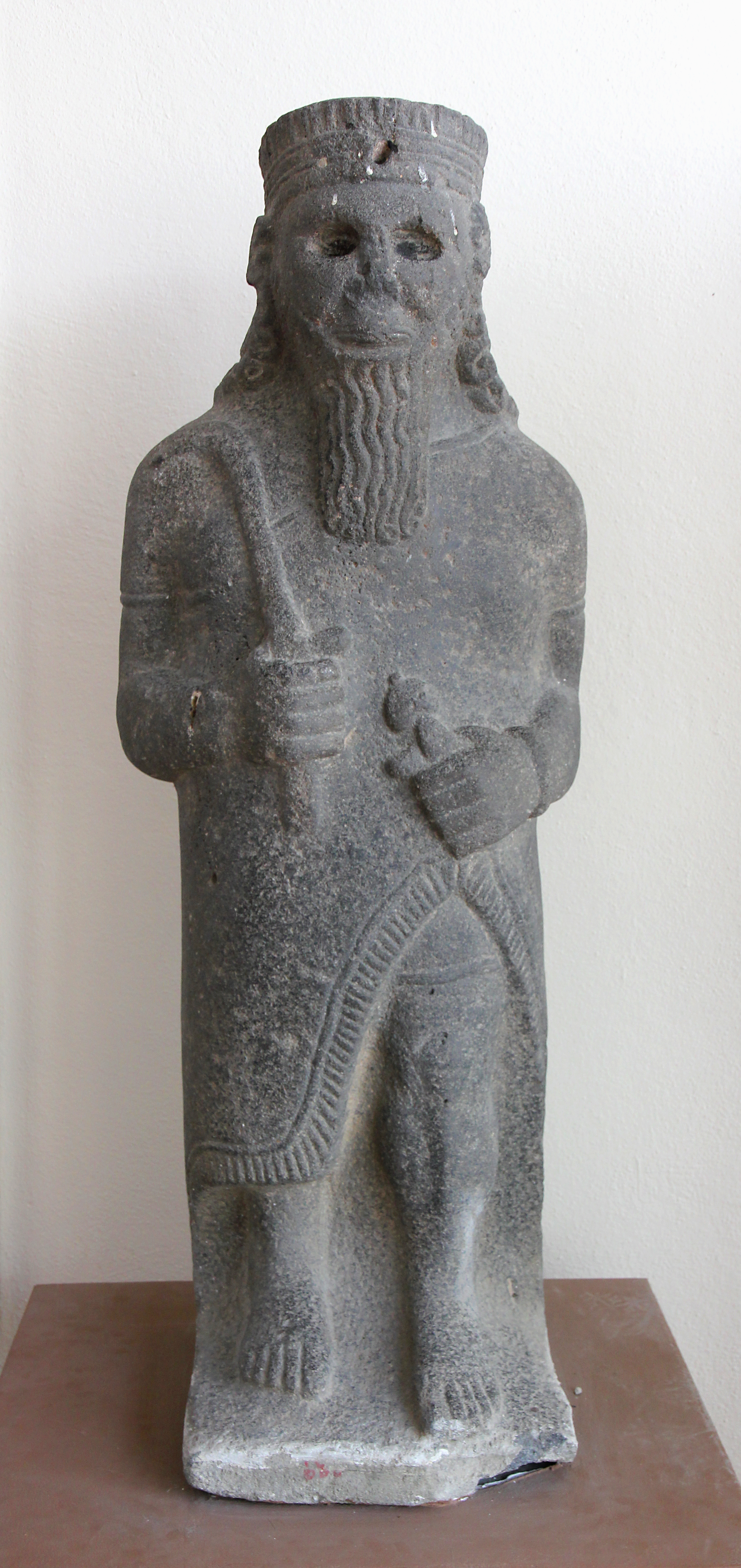
Statue aus Tell Halaf

## Bedeutende Exponate
Die folgenden Ausstellungsstücke werden in eigenen Artikeln beschrieben:
- Statue von Çineköy
- Stele von Hacıbebekli
- Stele Maraş 11
- Stele Maraş C/4
- Stele Maraş C/5
- Stele Maraş C/7
- Stele Adana 1
- Stele İslahiye 1
- Stele İslahiye 2
- Stele von Söğütlü
- Stele von Pancarlı
- Stele von Yumurtalık
- Stele von Çağdın